# San José de los Molinos
San José de los Molinos es una localidad peruana ubicada en la región Ica, provincia de Ica, distrito de San José de los Molinos. Es asimismo capital del distrito de San José de los Molinos. Se encuentra a una altitud de m s. n. m. Tiene una población de habitantes en 1993.

## Clima
| Parámetros climáticos promedio de San José de los Molinos | Parámetros climáticos promedio de San José de los Molinos | Parámetros climáticos promedio de San José de los Molinos | Parámetros climáticos promedio de San José de los Molinos | Parámetros climáticos promedio de San José de los Molinos | Parámetros climáticos promedio de San José de los Molinos | Parámetros climáticos promedio de San José de los Molinos | Parámetros climáticos promedio de San José de los Molinos | Parámetros climáticos promedio de San José de los Molinos | Parámetros climáticos promedio de San José de los Molinos | Parámetros climáticos promedio de San José de los Molinos | Parámetros climáticos promedio de San José de los Molinos | Parámetros climáticos promedio de San José de los Molinos | Parámetros climáticos promedio de San José de los Molinos |
| Mes                                                       | Ene.                                                      | Feb.                                                      | Mar.                                                      | Abr.                                                      | May.                                                      | Jun.                                                      | Jul.                                                      | Ago.                                                      | Sep.                                                      | Oct.                                                      | Nov.                                                      | Dic.                                                      | Anual                                                     |
| --------------------------------------------------------- | --------------------------------------------------------- | --------------------------------------------------------- | --------------------------------------------------------- | --------------------------------------------------------- | --------------------------------------------------------- | --------------------------------------------------------- | --------------------------------------------------------- | --------------------------------------------------------- | --------------------------------------------------------- | --------------------------------------------------------- | --------------------------------------------------------- | --------------------------------------------------------- | --------------------------------------------------------- |
| Temp. máx. media (°C)                                     | 29.1                                                      | 28.3                                                      | 30                                                        | 28.4                                                      | 25.6                                                      | 23.9                                                      | 21.8                                                      | 24.1                                                      | 23.6                                                      | 24.8                                                      | 24.9                                                      | 26.3                                                      | 25.9                                                      |
| Temp. media (°C)                                          | 22.9                                                      | 22.3                                                      | 23.5                                                      | 21.6                                                      | 18.9                                                      | 17.2                                                      | 15.5                                                      | 17.5                                                      | 16.9                                                      | 18.1                                                      | 18.2                                                      | 20.1                                                      | 19.4                                                      |
| Temp. mín. media (°C)                                     | 16.7                                                      | 16.3                                                      | 17.1                                                      | 14.9                                                      | 12.3                                                      | 10.6                                                      | 9.2                                                       | 10.9                                                      | 10.3                                                      | 11.5                                                      | 11.6                                                      | 13.9                                                      | 12.9                                                      |
| Fuente: climate-data.org                                  |                                                           |                                                           |                                                           |                                                           |                                                           |                                                           |                                                           |                                                           |                                                           |                                                           |                                                           |                                                           |                                                           |